# Friedrich Accum
Friedrich Accum (Buckeburgo, 29 de março de 1769 — Berlim, 28 de junho de 1838) foi um químico alemão e professor em Londres. Foi o primeiro a utilizar o hidrogénio na iluminação pública; também escreveu sobre a higiene culinária.